# Інтегрувальна ланка

Рис. 1 Перехідна характеристика ідеальної (а), реальної (б) інтегрувальної ланки та амплітудно-фазова характеристика ідеальної ланки (в).

Інтегрува́льна ла́нка — поняття, що відноситься до  Теорії автоматичного керування. Елемент системи автоматичного регулювання.
Інтегрувальна ланка — ланка в якій вихідна величина пропорційна інтегралу за часом від вхідної, або швидкість зміни вихідної величини пропорційна вхідній величині.
Інша назва — астатична ланка.
Рівняння ланки в інтегральній формі має вигляд:
{\displaystyle y=\int _{0}^{t}x(t)dx}
Або в диференціальній:
{\displaystyle {\frac {dy}{dt}}=kx}
де у — вихідна величина, х — вхідна.
Передавальна функція інтегральної ланки :
{\displaystyle W(p)={\frac {k}{p}}}
Розрізняють ідеальну і реальну інтегрувальні ланки. В першій інерційністю пристроїв нехтують.
При постійному вхідному сигналі вихідний сигнал ідеальної інтегруючої ланки вмить починає змінюватися з постійною швидкістю, що в реальних умовах практично нездійсненно. Тому всі вищенаведені рівняння справедливі для ідеальної інтегруючої ланки.
У реальній інтегруючій ланці присутня певна інерційність.
Для неідеальної ланки рівняння має вигляд:
{\displaystyle T{\frac {d^{2}y}{dt^{2}}}+{\frac {dy}{dt}}=kx}
Прикладом реальної інтегруючої ланки може служити будь-який технологічний збірник (накопичувач) матеріалу, де вхідний сигнал — надходження матеріалу, а як вихідна величина — його маса в збірнику.